# Ян Довгірд
Ян Довгірд (також Долкгірд, Довгерд, Довґірд, Дорґерд) (лит. Jonas Daugirdas; пом. близько 1443) — литовський боярин, військовий та державний діяч Великого князівства Литовського. Представник боярського роду Довгірдів.

## Біографія
За інформацією в Польському біографічному словнику (версія 1940-х років), його сучасником був ошмянський староста (1434) — теж Довгірд; тому складно твердити, хто є ідентичним Довгірду Солкулевичу — свідку в акті поруки за Братоша Койлютовича наприкінці XIV-початку XV ст. Прадоподібно, пізніший воєвода Довгірд вказаний серед інших литовських бояр в акті Віленсько-Радомської унії 18 січня 1401 року. Немає впевнености, чи це він 1424 poky був маршалком двору Вітовта, потім — старостою в Кам'янці-Подільському. За іншими версіями — це він. Згідно з Городельською унією 1413 року був зарахований до гербу «Помян». Ймовірно брат Сака Солкулевича, який був родоначальником роду Саковичів.
Певніші відомості — з часів Сигізмунда Кейстутовича, був його ревним прихильником як і кровний — Андрій Сакович. Посаду віленського воєводи отримав від Сигізмунда Кейстутовича, поставив підписи з печатками на актах його уній: 20 лютого 1433 (Тракай), 27 лютого 1437 (Гродно). Посол Сигізмунда Кейстутовича на коронацію Владислава ІІІ Варненчика, на перемовини з тевтонцями, підписання акту Берестейського миру 1435 року. 1 липня 1437 року в Троках видав акт, за яким віддасть цей замок або Сигізмундові Кейстутовичу, або по його смерті — Владиславу ІІІ. 6 грудня 1435 підписав у Гродно зобов'язання Сигізмунда Кейстутовича у справі видання замків, міст ВКЛ тільки королю та Королівству Польському.
До осені 1430 р. був старостою подільським, яке належало тоді великому литовському князю Вітовту; позбувся посади через те, що був викликаний на «розмову» братами Теодориком, Міхалом і Мужилом (Міхалом «Мужилом») Бучацькими, Грицьком Кердеєвичем, Крушиною з Галова, які його піймали та зв'язали, що дозволило захопити замки в Кам'янці-Подільському, Скалі, Смотричі, Червоногороді та приєднати їх до Польщі. У 1430—1434 роках луцький староста.
1440 року разом з троцьким воєводою Лелюшем, князями Чорторийськими взяв участь у замаху на Сигізмунда Кейстутовича; втримав посаду віленського воєводи по його загибелі. Вірно служив новому великому князю Казимиру разом з Івашком Гаштовтом, з ним на чолі відданих Казимиру литовських бояр брав участь у віленському з'їзді січня 1442 року. Його вплив підтверджує звернення до нього Папи Евгенія IV окремою буллою (поряд зі зверненням до Казимира) в справі звільнення з московського ув'язнення митрополита Ісидора. Разом з біскупом і каштеляном віленськими Матеєм та Іваном Остиком та іншим духовенством зустрічав Казимира IV Ягеллончика під час його приїзду до Вільна.  

### Маєтності
Були в Нальщанській землі над середньою Вілією поблизу маєтків Саковичів гербу Помян. Складно казати, чи були успадкованими, чи набутими (зокрема, від надання Зигмунта Кейстутовича мав села у Рудоминській волості ВКЛ; від Казимира у 1442 році — в Луцькій землі на Волині). Можна припустити, що Свірани (був «грод» на горі «Городище») було давньою родовою власністю.

### Сім'я
Відомі два його сини:
- Михайло, який в 1432 році виступив свідком укладення Крістмемельського договору Свидригайлом з Тевтонським орденом
- Андрушко Довгірдович, згаданий в документах 1454—1461 років, посідав маєтності в Литві (в Нальщанській землі над середньою Вілією)[8] зокрема, у Свіранах і Линтупах. Дружина — Святохна, по його смерті вийшла за Якова Івановича Немировича.[9]